# 난곡로
난곡로(蘭谷路)는 서울특별시 관악구 삼성동 난향삼거리부터 신사동 신대방역교차로까지 연결되는 도로. 서울 경전철 신림선 난곡지선이 건설될 예정이다.

## 경유지
서울특별시
- 관악구
- 동작구

## 노선
| 이름                             | 접속 노선                        | 소재지     | 소재지 | 비고 |
| -------------------------------- | -------------------------------- | ---------- | ------ | ---- |
| 난향삼거리                       | 호암로                           | 서울특별시 | 관악구 |      |
| 서울난향초등학교                 |                                  | 서울특별시 | 관악구 |      |
| 보성운수, 양천운수 난향동 차고지 |                                  | 서울특별시 | 관악구 |      |
| 신림복지관                       |                                  | 서울특별시 | 관악구 |      |
| 우림시장(난곡동보건분소)         | 삼성동 방면                      | 서울특별시 | 관악구 |      |
| 난곡119 안전센터                 |                                  | 서울특별시 | 관악구 |      |
| 미성동주민센터                   |                                  | 서울특별시 | 관악구 |      |
| 난곡우체국사거리                 | 문성로                           | 서울특별시 | 관악구 |      |
| 난곡사거리                       | 남부순환로 신림봉천터널 (공사중) | 서울특별시 | 관악구 |      |
| 신사동주민센터                   | 조원로                           | 서울특별시 | 관악구 |      |
| 신대방역                         |                                  | 서울특별시 | 관악구 |      |
| 대림로, 신사로 연결              |                                  |            |        |      |

## 연결 도로
- 원래는 달동네가 있던 곳이었는데 재개발[3][4]되었고, 2006년 9월에 관악산 휴먼시아 1~3단지 아파트, 신림SH빌아파트 등 대규모 아파트 단지가 들어서게 되면서 호암로와 접속한 길이 생겼다.[5]
- 호암로
- 남부순환로
- 문성로
- 신사로
- 대림로
- 조원로
- 신림봉천터널(공사중)

## 사진

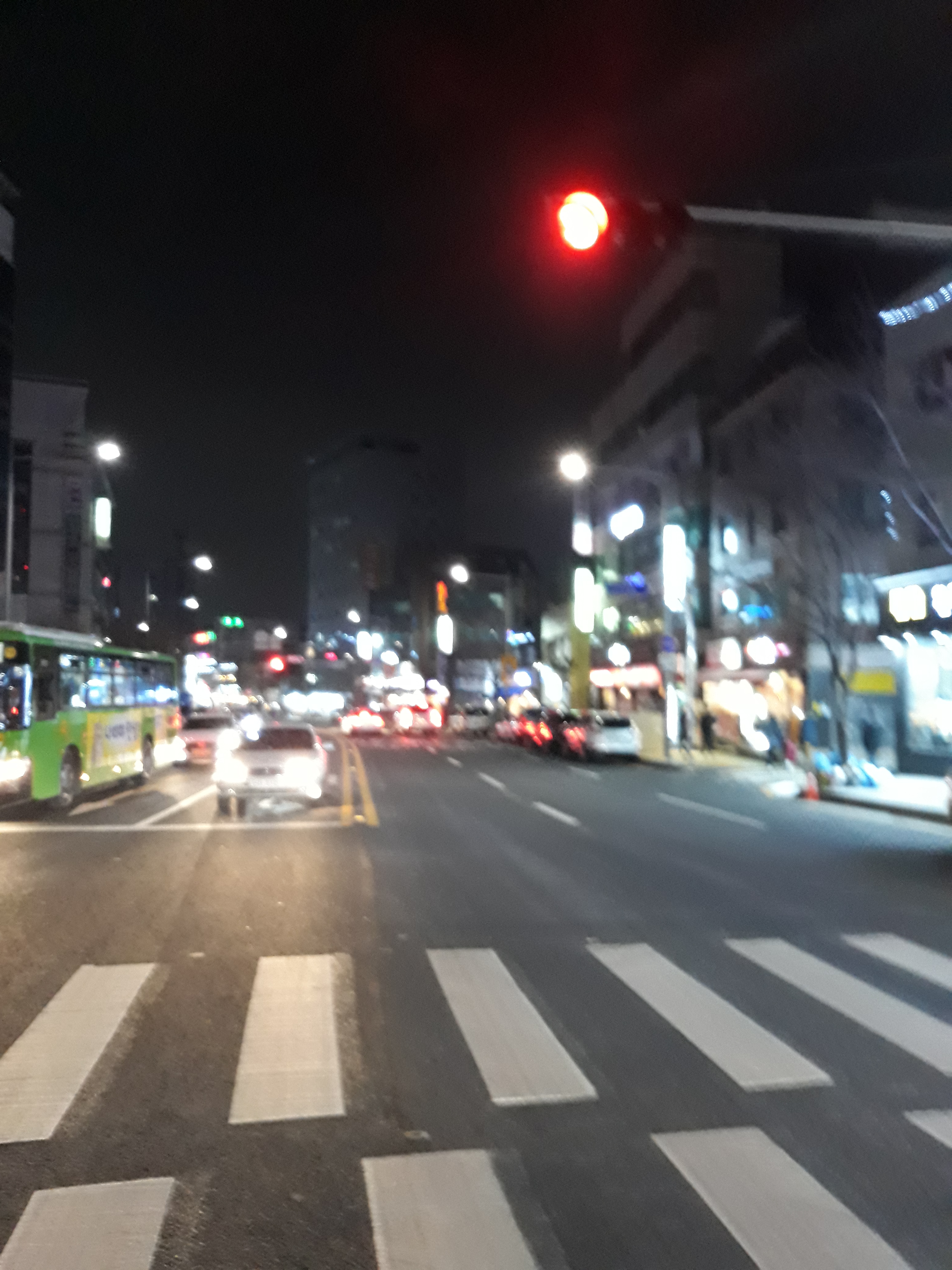
관악구 난곡동 우림시장(난곡보건분소)앞
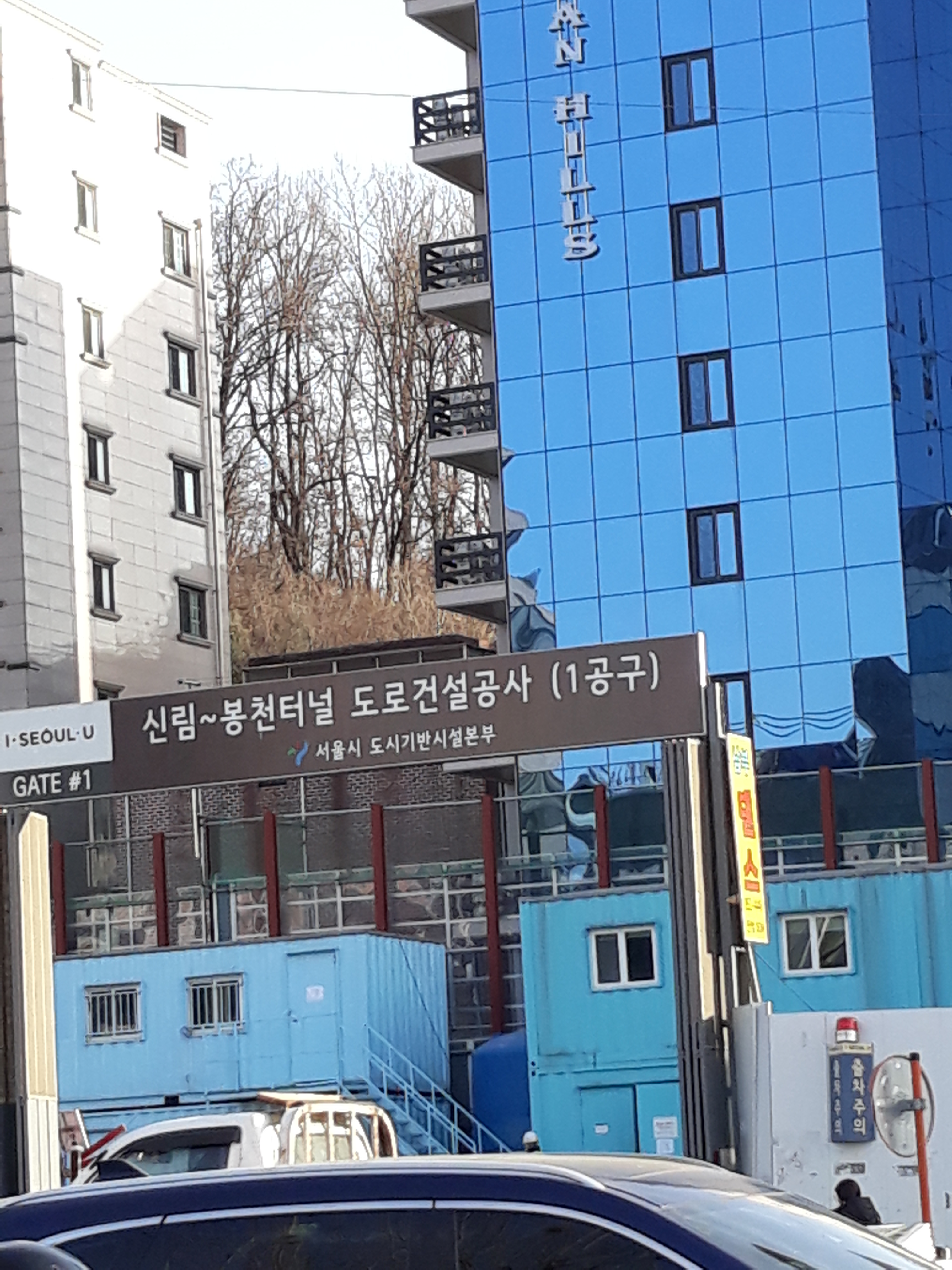
남부순환로와 교차할 예정인 난곡사거리 앞 신림봉천터널 공사중인 모습
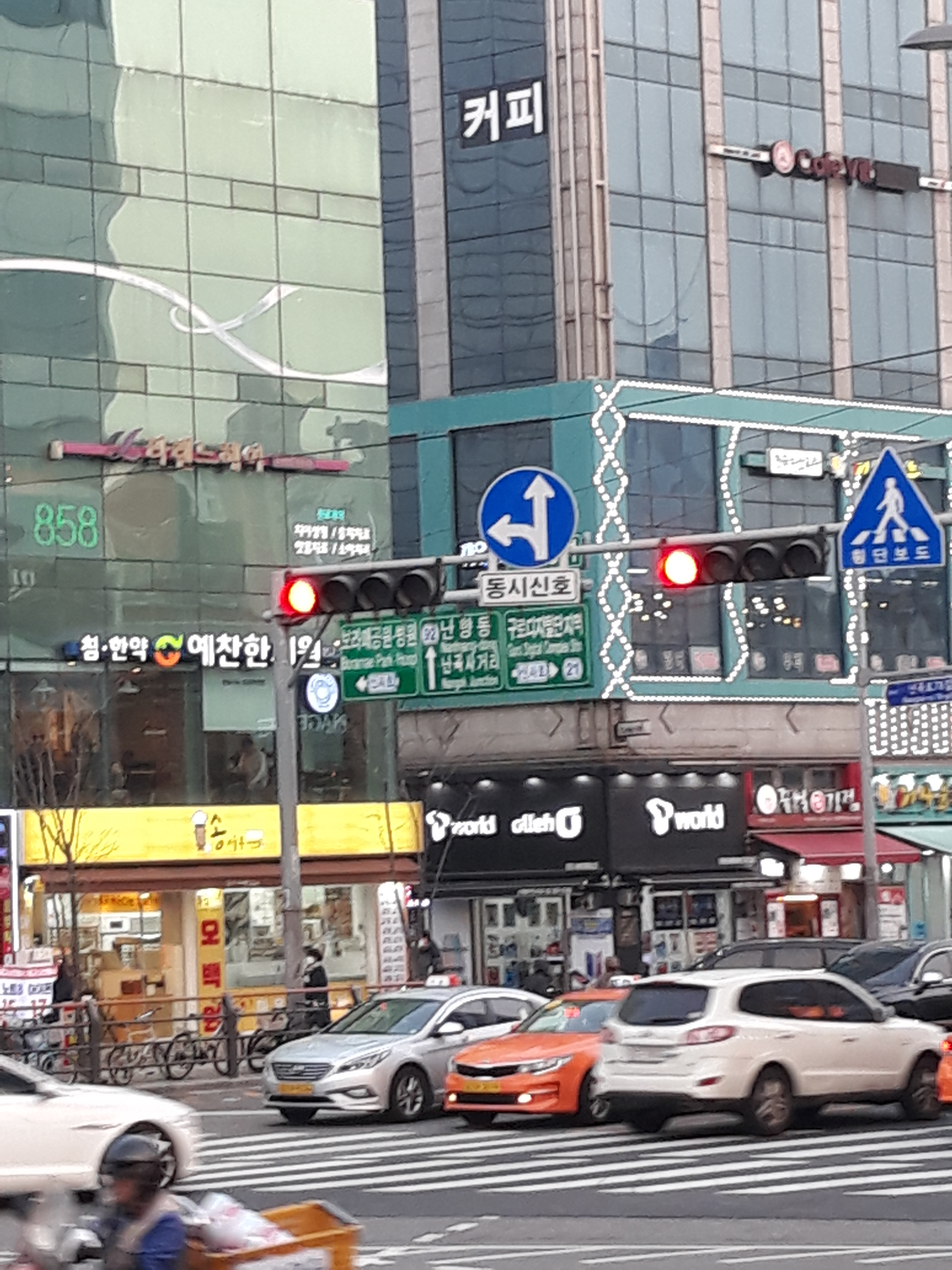
신대방역 부근 난곡로시작 지점
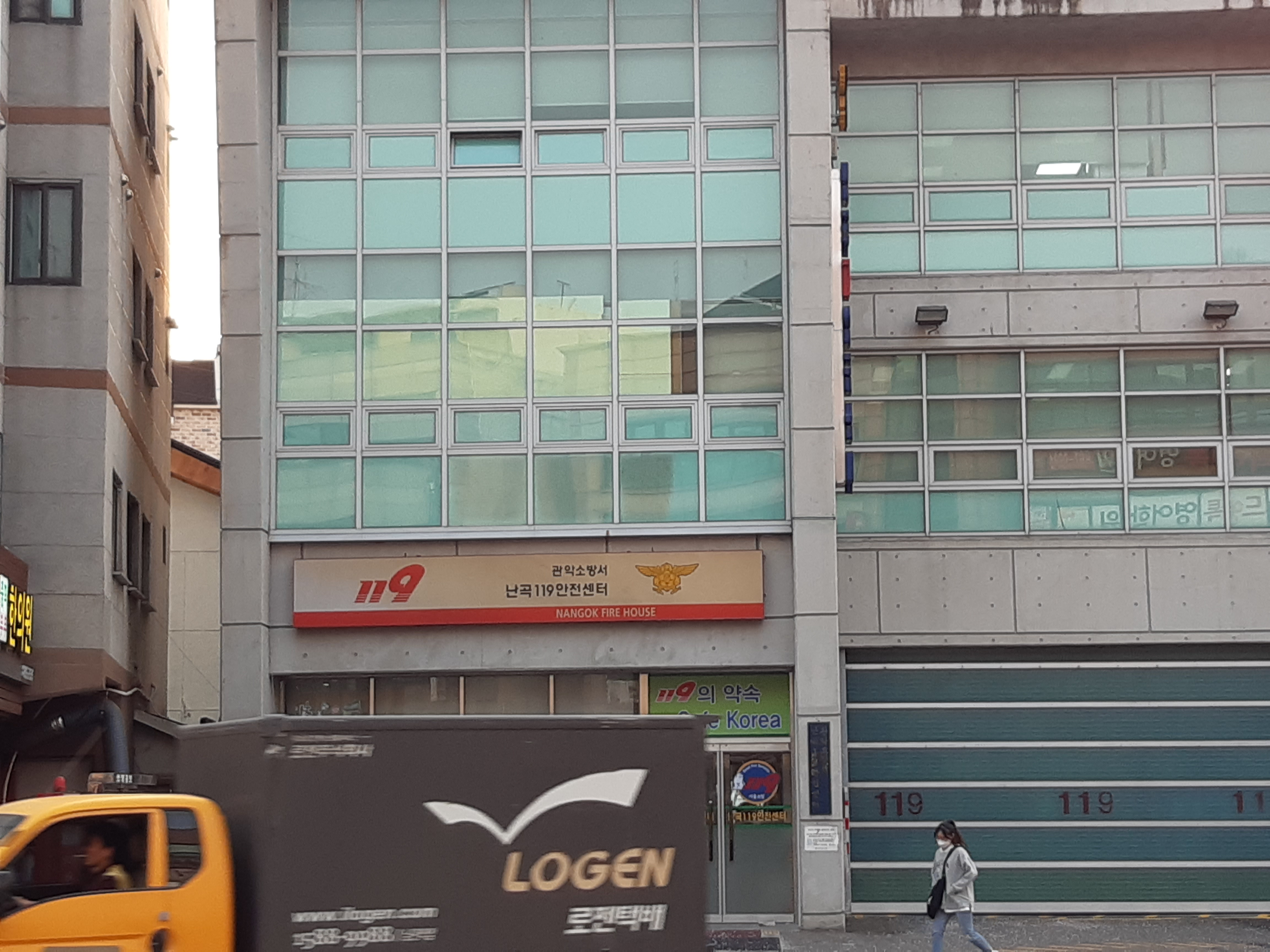
난곡119안전센터
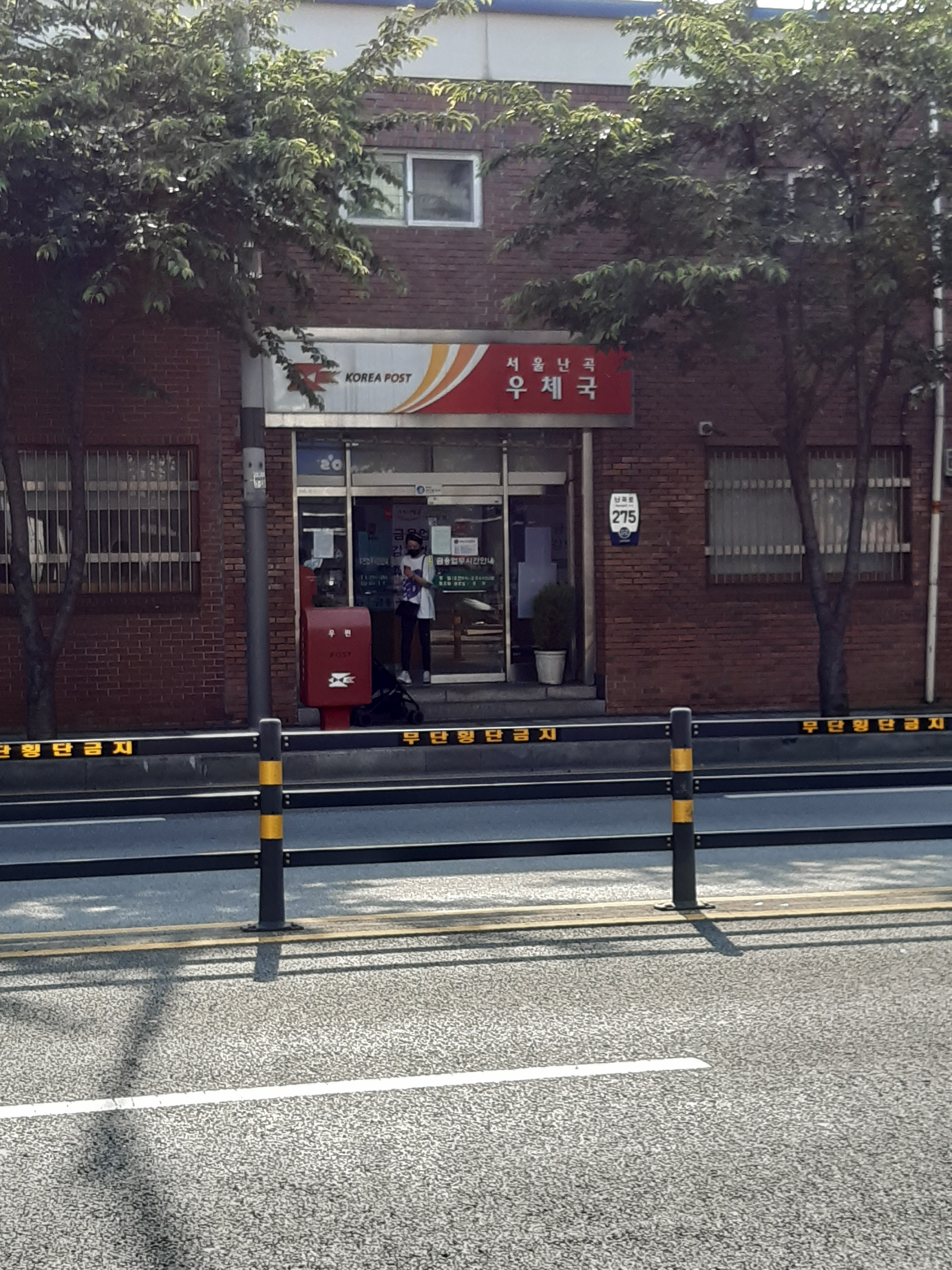
난곡우체국
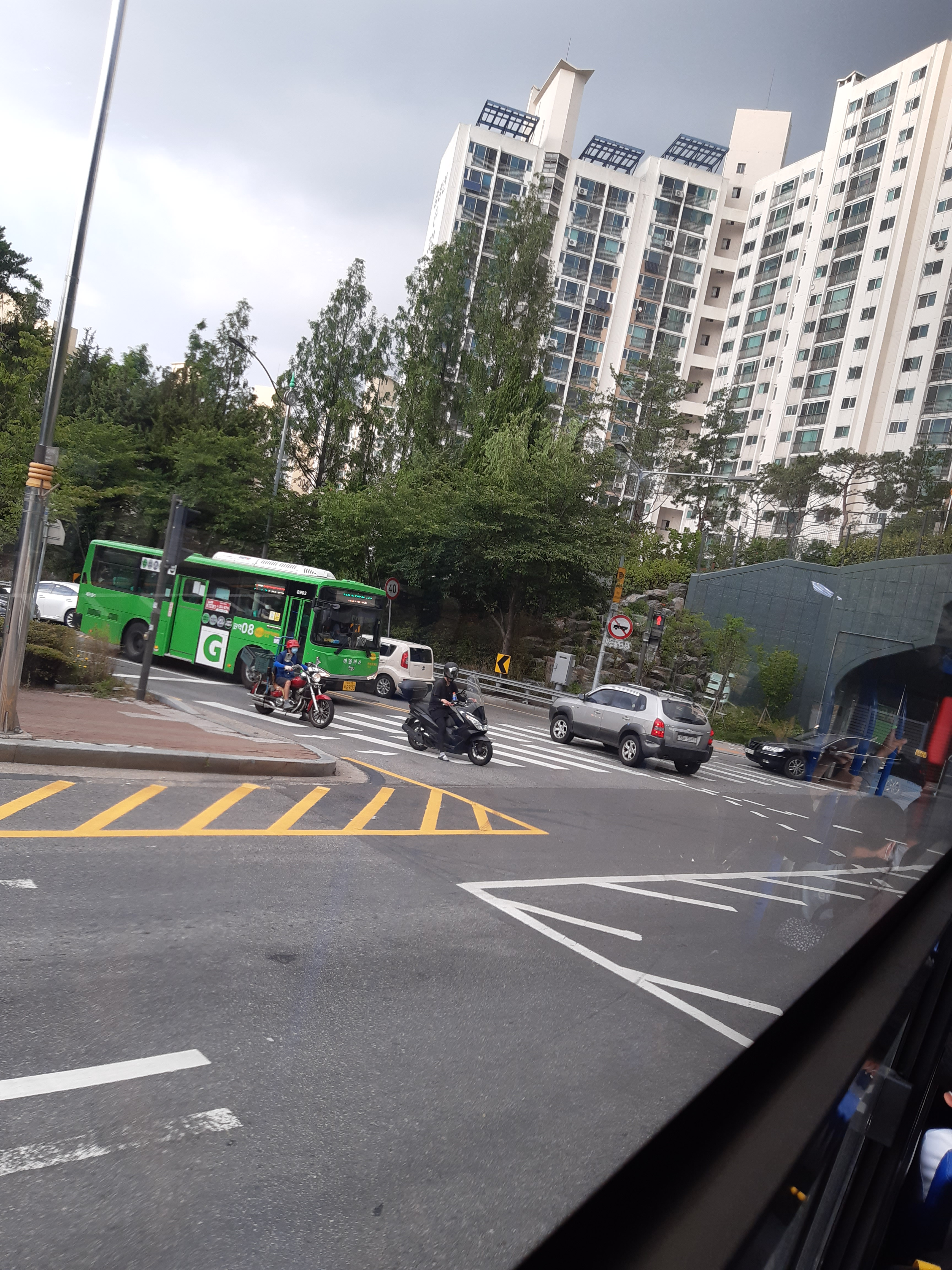
난향삼거리
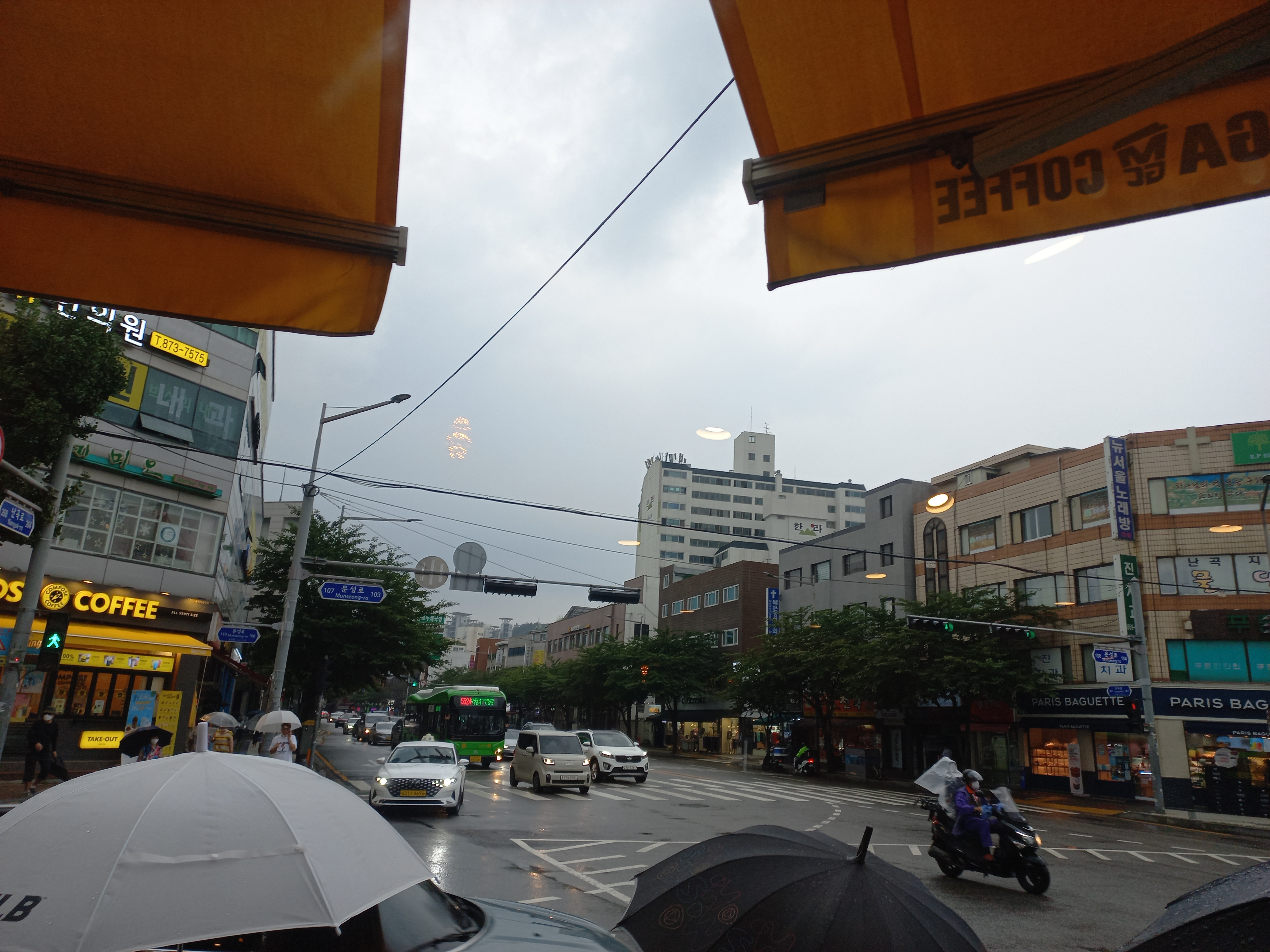
문성로와 교차
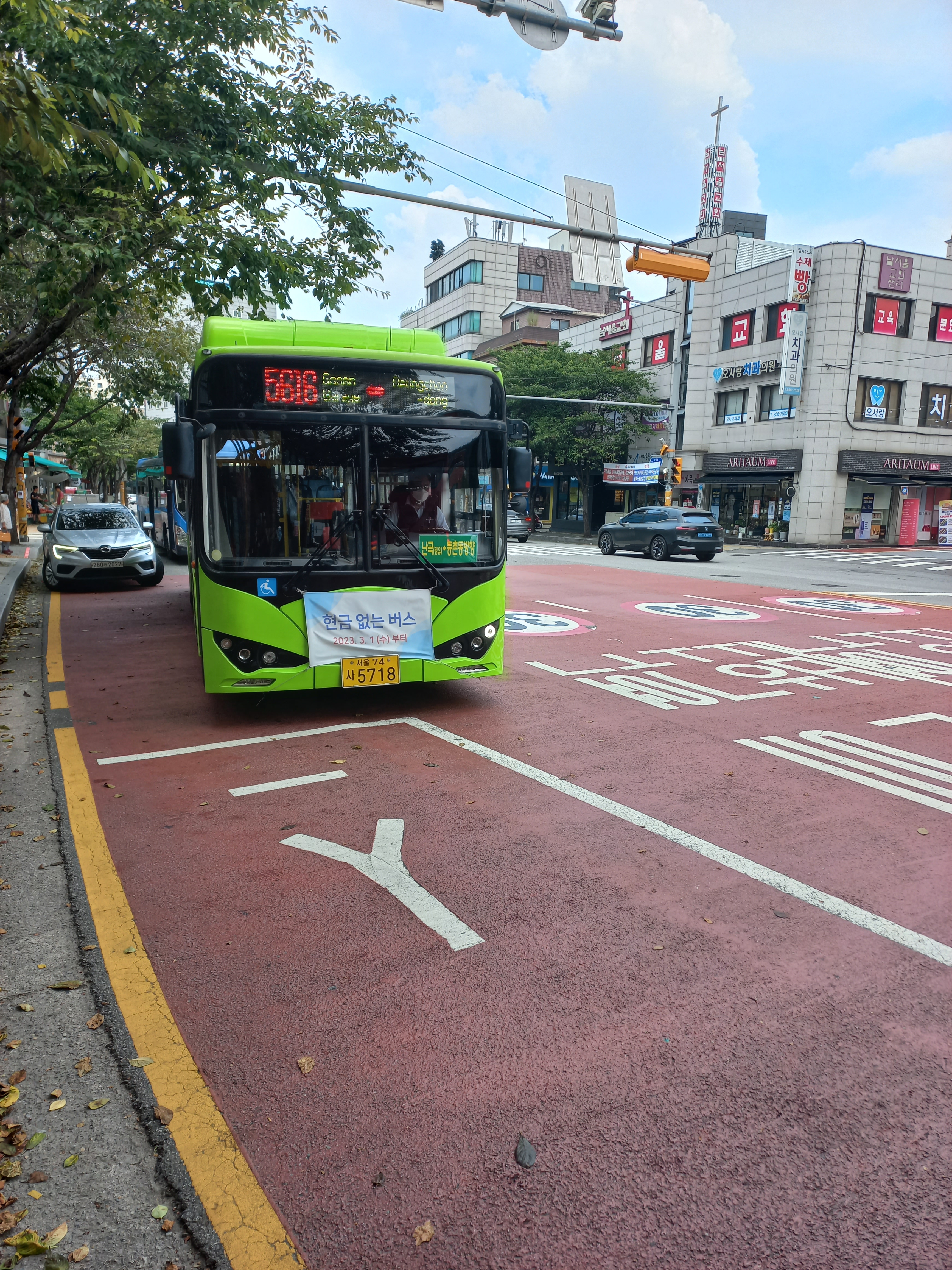
우림시장 버스정류장앞
난향동주민센터
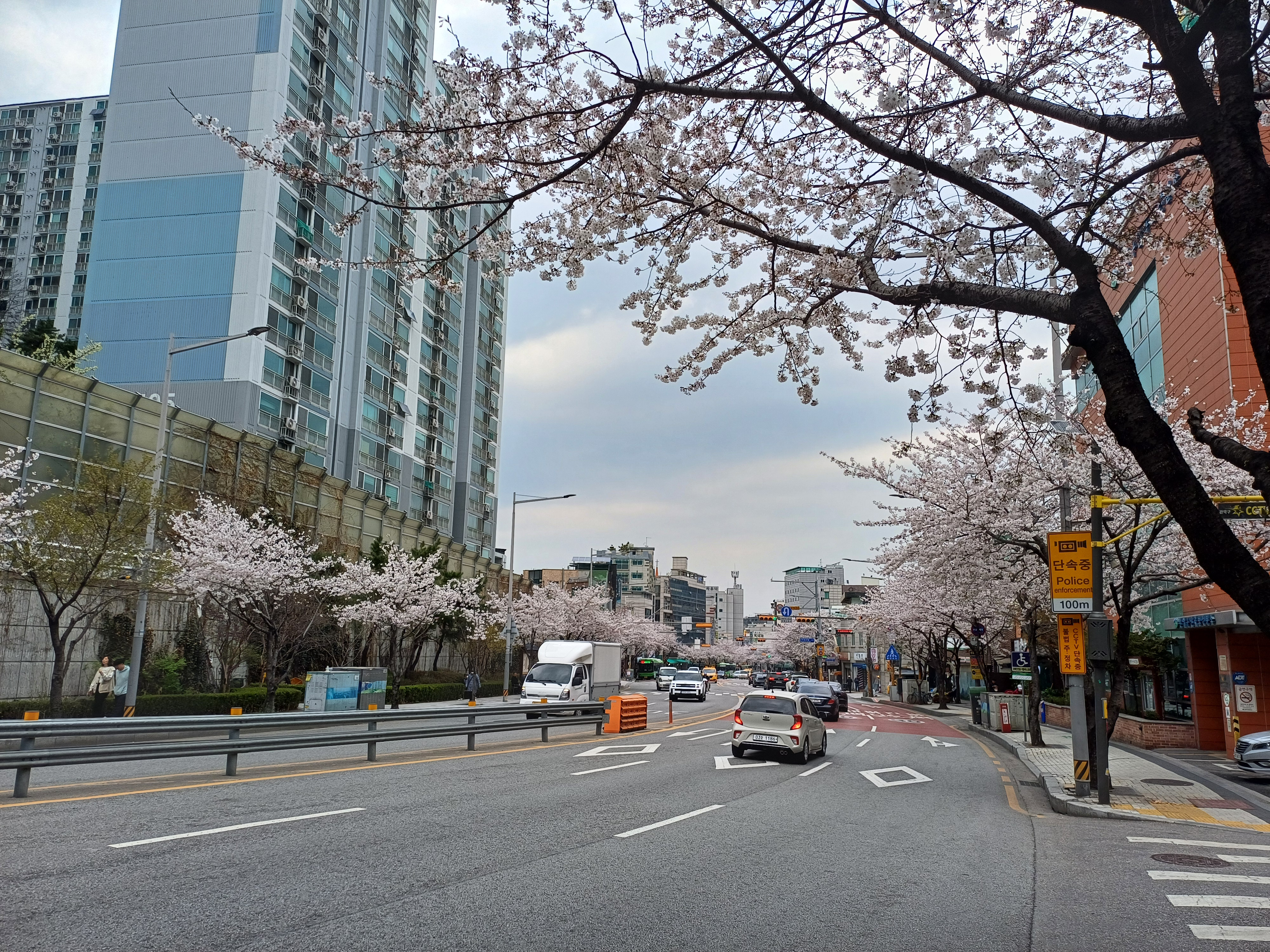
2024년 4월 5일
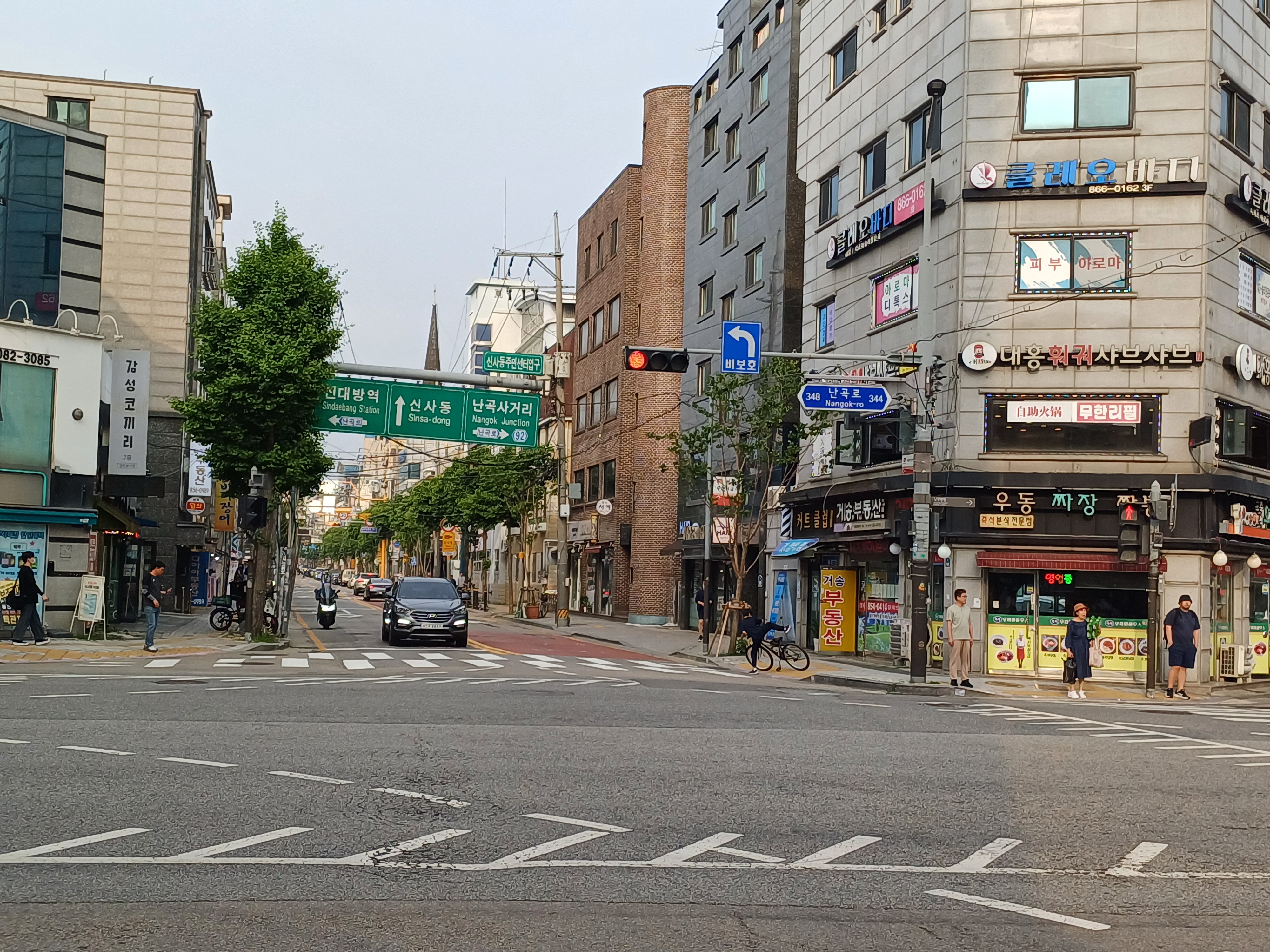
조원로와 교차
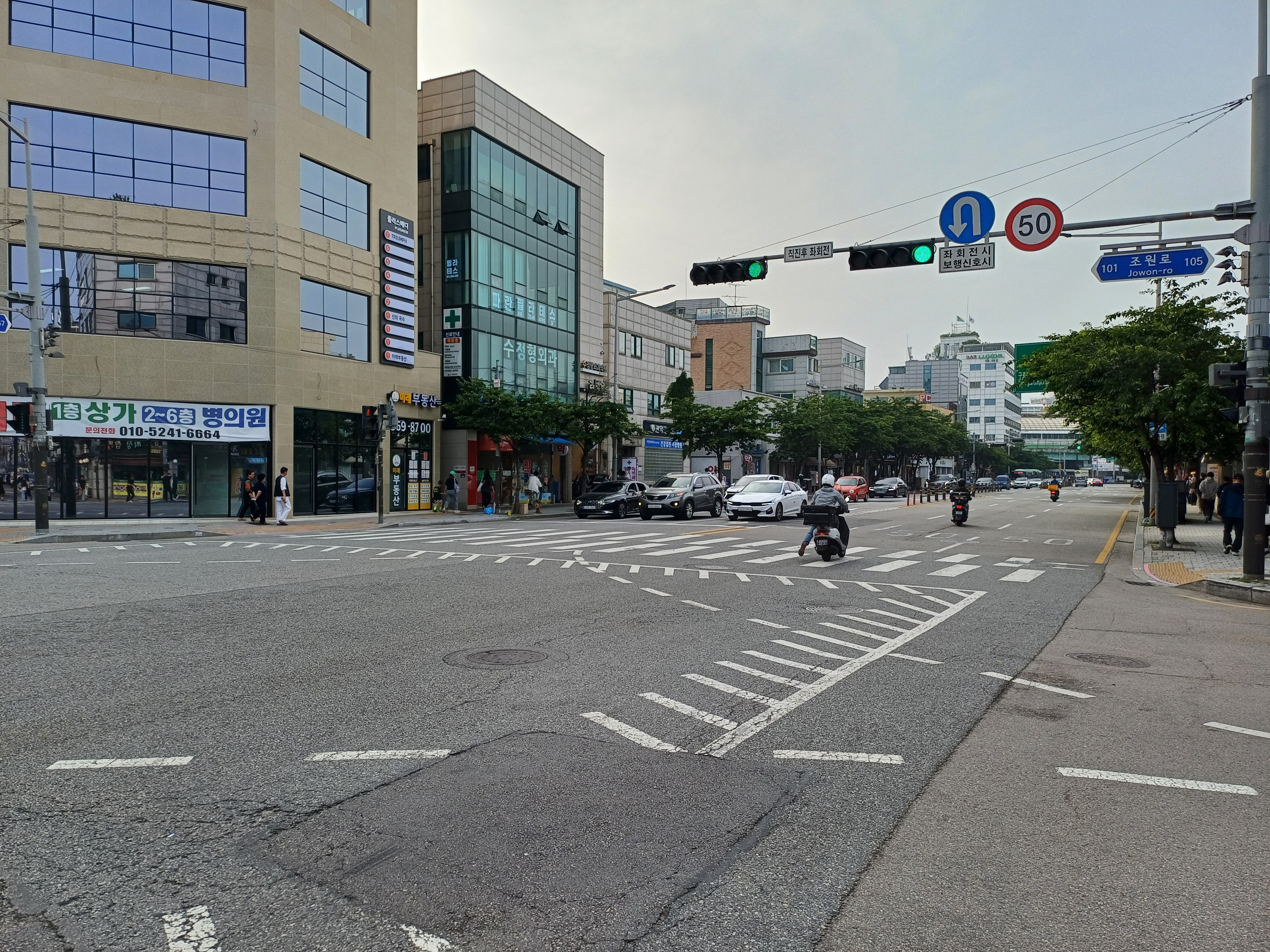
조원로와 교차 2
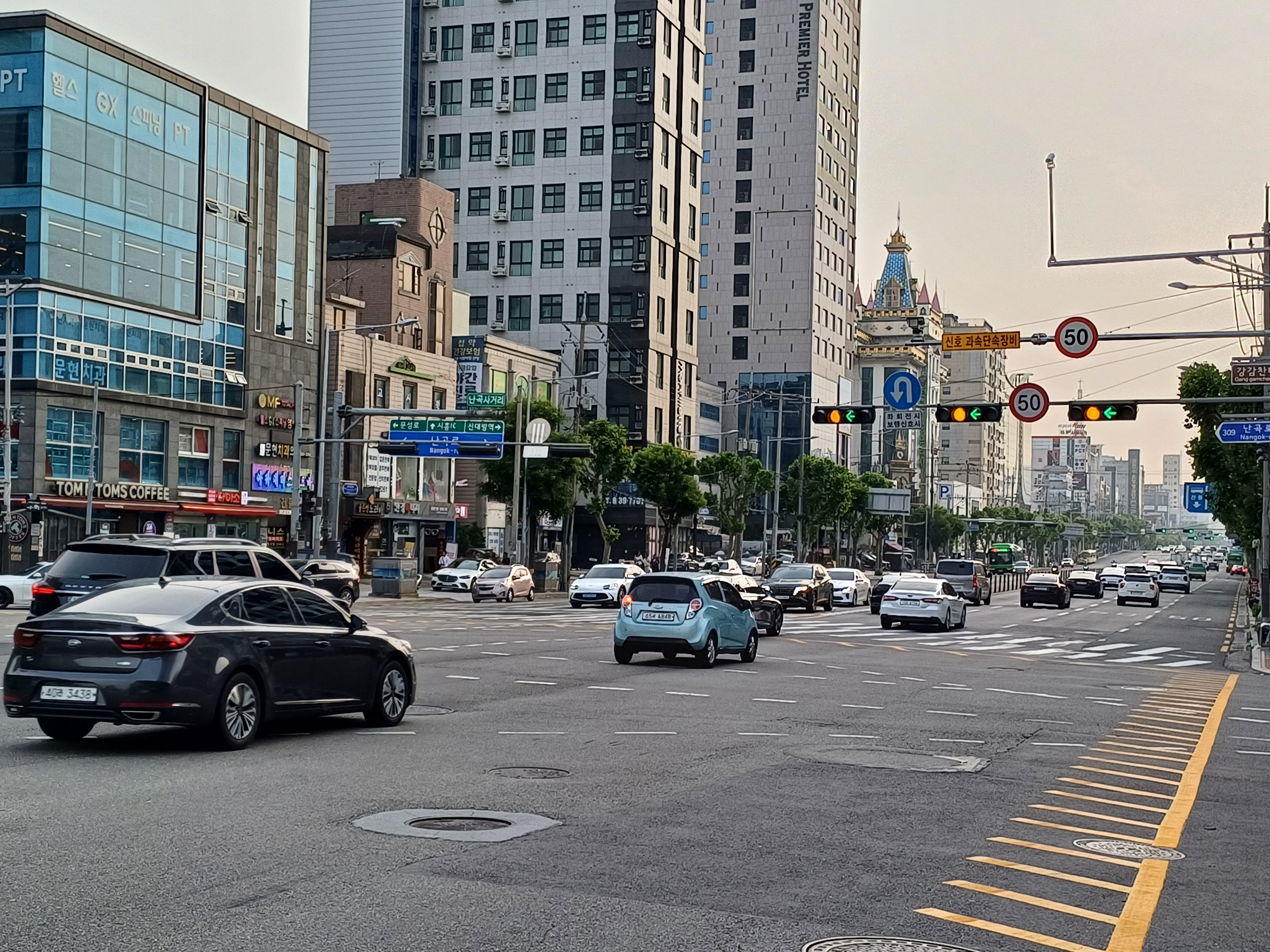
남부순환로 교차
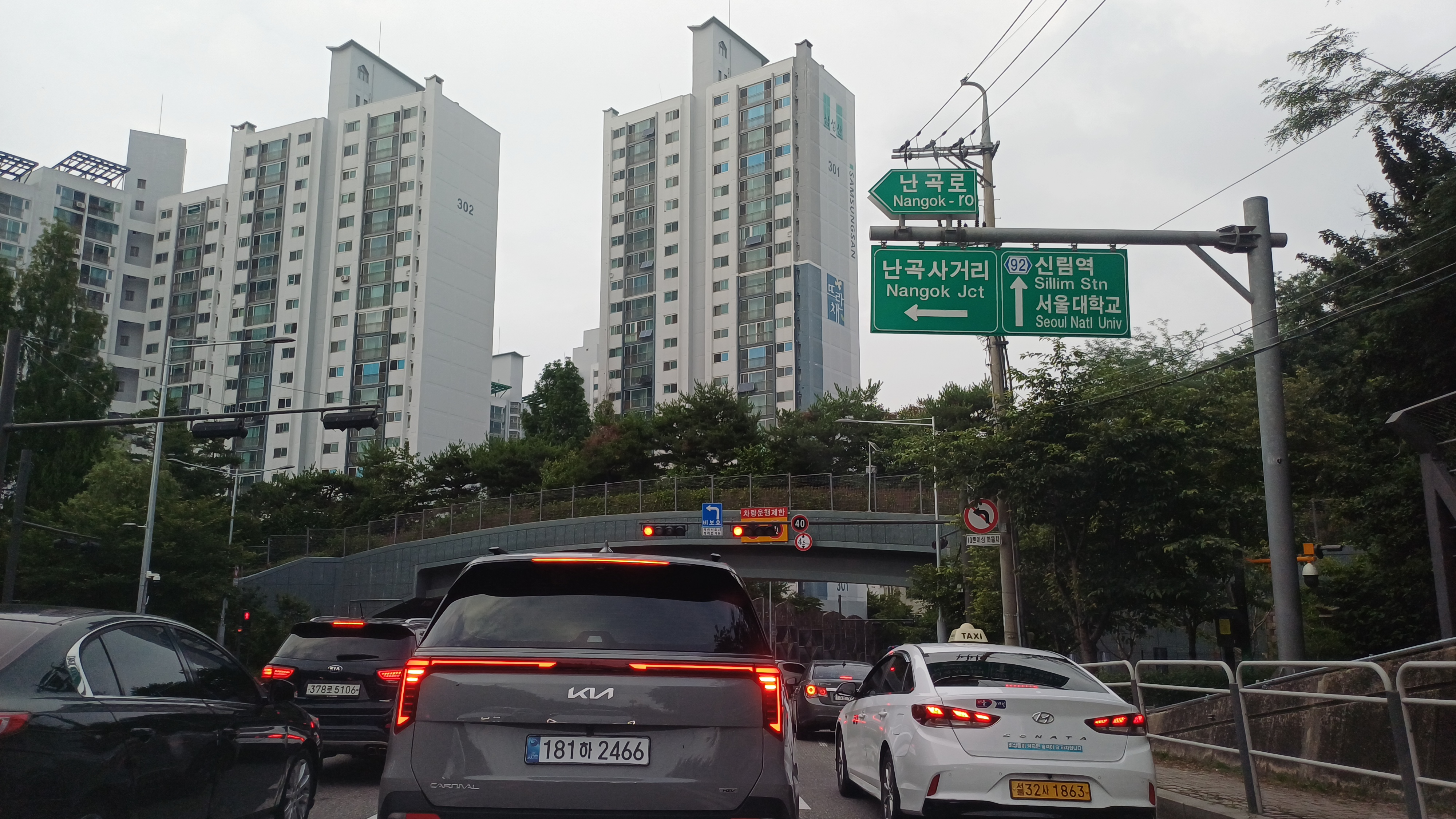
호암로 교차